# 무사 백동수
《무사 백동수》는 2011년 7월 4일부터 2011년 10월 10일까지 SBS에서 방송된 월화드라마이다. 조선 후기를 배경으로 무인 백동수의 인생을 그렸다.

## 등장 인물

### 주요 인물
- 지창욱 : 백동수(白東脩) 역 (아역 여진구)

백사굉의 아들. 검선 김광택으로부터 무예를 배우고 조선 제일검이 된다.
- 유승호 : 여운(呂雲) 역 (아역 박건태)

살성을 가지고 태어났으며 흑사초롱에 몸을 담는다. 백동수와 맞먹는 검술 실력을 지녔다.
- 윤소이 : 황진주(黃進珠) 역 (아역 이혜인)

검선 김광택과 흑사초롱의 지주 사이에 태어났다. 백동수를 짝사랑한다.
- 신현빈 : 유지선(劉志宣) 역 (아역 남지현)

백동수와 여운의 사랑을 한몸에 받는다. 북벌지계를 몸에 두르고 있다가 백동수에 의해 그 운명에서 벗어난다.
- 전광렬 : 김광택(金光澤) 역

조선 최고의 검선. 흑사초롱의 3재 천(天), 지(地), 인(人)조차 대결을 꺼려하는 절정의 고수. 후에 백동수의 스승이 되어 무예를 가르친다. 진주가 자신의 친딸이라는 것을 처음 본 순간부터 알아차린다.
극 중 등장하지 않는 실존 인물
백동간(白東侃) - 백사굉의 둘째아들로 백동수의 남동생이다.

### 주변 인물
- 엄효섭 : 백사굉 역

백동수의 아버지로 김광택과 동문수학한 사이이다.
- 김희정 : 박씨 역 (특별출연)

백동수의 어머니. 지독한 모성애로 아이를 지키기 위해 무려 12달 동안이나 동수를 뱃속에 두고 버텼다.
- 이계인 : 여초상 역

여운의 아버지. 신창이라 불리는 창의 고수로 김광택과 백사굉의 오랜 지기이다. 살성을 가지고 태어난 여운을 죽이려 했지만 실패하고 죽임을 당한다.
- 성지루 : 황진기 역

황진주의 양부. 진주의 출생의 비밀을 지키기 위해 과거의 신분을 버리고 의적이 되어 살아간다.
- 김세현 : 김홍도 역

도화서 화원. 무예 수련을 떠나는 동수와 동거동락하며 옆에서 가까이 지낸 진주를 짝사랑한다.
- 김응수 : 유소강 역

유지선의 아버지. 소현세자와 봉림대군(효종)을 호위한 세자익위군 유상도의 후손.
극 중 등장하지 않는 주변 인물
백상화(白尙華) - 백동수의 할아버지. 백사굉의 아버지이며 황해도, 함경도, 평안도의 병마절도사를 지낸 백시구(白時耉)의 서자.

### 장용위
- 박준규 : 흑사모 역

김광택과 백사굉의 의동생. 판자촌의 대장.
- 박원상 : 장대포 역

장미소의 아버지이며 김광택과 백사굉의 의동생.
- 이진아 : 장미 역

장대포의 사촌
- 지유 : 장미소 역 (아역 : 서지희)

장대포의 외딸.
- 최재환 : 양초립 역☞ 본명: 홍국영 (아역 : 신동우)

### 흑사초롱
- 최민수 : 천(天) 역☞ 본명: 왕용

김광택에 대적할 수 있는 흑사초롱의 유일한 고수.
- 윤지민 : 지(地) 역☞ 본명: 가옥 <황진주의 생모>

- 박철민 : 인(人) 역☞ 본명: 대웅

### 왕실 인물
- 오만석 : 사도세자 역

정조의 아버지. 영조의 둘째아들로 영빈 이씨의 소생이며 효장세자의 이복동생. 본래 시호는 장헌이었으며 뒤주속에서 죽은 후 아버지 영조에 의해 사도(思悼)라는 시호를 하사받았다. 극에서는 천(天)의 칼을 맞고 죽었다.
- 전국환 : 영조 역

조선 제19대 임금 숙종의 넷째 아들. 숙빈 최씨의 소생이며 조선 제20대 임금 경종의 이복동생. 군호는 연잉. 사도세자의 아버지이며 이산(정조)의 할아버지.
- 홍종현 : 정조 역 (아역 : 최수한)

영조의 손자이자 세손으로 사도세자와 혜경궁 홍씨 사이에서 태어난 둘째아들이며 효장세자의 양아들. 형인 의소세자가 3살의 어린 나이에 요절했기 때문에 출생당일 할아버지 영조에 의해 원손(元孫)으로 호가 정해졌으며 곧바로 세손으로 책봉되었다.
- 이원종 : 홍대주 역

홍사해의 父. 조선의 군권을 장악한 노론세력의 핵심인물. 소론에 동정적이었던 사도세자를 청과 야합하여 죽이려고 했었다.
- 정호빈 : 임수웅 역

검선 김광택의 제자. 영조와 사도세자로부터 동시에 신임을 받고 있는 인물.
- 안석환 : 서유대 역

사도세자의 무죄를 주장하다가 함경도로 유배되지만 정조가 왕위에 오른 후 군권을 장악한 인물.
- 김동균 : 부관 역

홍대주의 왼팔로 어수룩하고 겁이 많다.
- 금단비 : 정순왕후 역

영조의 계비.
- 김일우 : 김한구 역

정순왕후의 아버지.
- 박일규 : 홍봉한 역

정조의 외조부. 사도세자의 장인이며 혜경궁 홍씨의 아버지.
- 혜경궁 홍씨 역

훗날 정조임금의 어머니 혜빈홍씨.

### 그 외 인물
- 임강성 : 홍사해 역

'일인지하 만인지상'을 꿈꾸는 조선의 군권을 손에 거머쥔 실질적인 권력가 홍대주의 아들로 동수와 여운을 견제하며 야망이 가득해 야심이 크고 출세욕이 강한 인물
- 최윤소 : 구향(九香) 역 (우정출연)

살수집단 흑사초롱을 돕는 기녀
- 김호창 : 상각 역

정조의 익위사
- 이시언 : 대흥 역

사도세자의 익위사
- 백승우 : 한주 역

사도세자의 익위사
- 김지민 : 마장 역

사도세자의 익위사
- 신민수 : 태용 역

정조의 익위사
- 조우진 : 마도영 역

홍대주의 수족무사
- 서찬호 : 전흥문 역

홍대주의 암살자
- 이용우 : 겐조 역

왜국의 무사
- 신준영 : 장태산 역
- 방길승 : 백면서생 역
- 송경철 : 장량 역
- 성민수
- 정재훈
- 이해운
- 김결
- 윤종원
- 손선근 : 4회 배역미상

## 수상
- 2011년 SBS 연기대상 남자 우수상 전광렬
- 2011년 SBS 연기대상 여자 우수상 윤소이
- 2011년 SBS 연기대상 뉴스타상 지창욱
- 2011년 SBS 연기대상 뉴스타상 신현빈

## 연장
- 2011년 9월 6일 : 무사 백동수 방영 분량이 24부작에서 5회 연장되어 29부작으로 변경·확정되었다.[1]

## 시청률
아래의 파란색 숫자는 '최저 시청률'이고, 빨간색 숫자는 '최고 시청률'입니다. 시청률조사회사와 지역별로 시청률에 차이가 있을 수 있습니다.
| 2011년      | 2011년      | 2011년         | 2011년       | 2011년         | 2011년       |
| 회차        | 방송일      | TNmS 시청률    | TNmS 시청률  | AGB 시청률     | AGB 시청률   |
| 회차        | 방송일      | 대한민국(전국) | 서울(수도권) | 대한민국(전국) | 서울(수도권) |
| ----------- | ----------- | -------------- | ------------ | -------------- | ------------ |
| 제1회       | 7월 4일     | 8.6%           | 10.3%        | 10.1%          | 10.6%        |
| 제2회       | 7월 5일     | 10.2%          | 12.1%        | 10.6%          | 11.0%        |
| 제3회       | 7월 11일    | 12.4%          | 13.4%        | 12.7%          | 12.5%        |
| 제4회       | 7월 12일    | 14.0%          | 14.9%        | 13.7%          | 14.0%        |
| 제5회       | 7월 18일    | 15.0%          | 16.8%        | 14.3%          | 15.8%        |
| 제6회       | 7월 19일    | 16.5%          | 18.1%        | 15.0%          | 15.9%        |
| 제7회       | 7월 25일    | 17.9%          | 20.7%        | 14.5%          | 14.0%        |
| 제8회       | 7월 26일    | 18.4%          | 20.2%        | 16.7%          | 16.8%        |
| 제9회       | 8월 1일     | 17.6%          | 18.0%        | 16.3%          | 16.6%        |
| 제10회      | 8월 2일     | 16.5%          | 16.4%        | 17.4%          | 17.6%        |
| 제11회      | 8월 8일     | 16.7%          | 18.8%        | 16.1%          | 16.7%        |
| 제12회      | 8월 9일     | 16.3%          | 16.3%        | 15.9%          | 16.1%        |
| 제13회      | 8월 15일    | 18.7%          | 20.9%        | 17.3%          | 18.0%        |
| 제14회      | 8월 16일    | 18.7%          | 21.6%        | 17.7%          | 17.9%        |
| 제15회      | 8월 22일    | 17.7%          | 19.5%        | 17.5%          | 18.1%        |
| 제16회      | 8월 23일    | 17.8%          | 19.9%        | 17.8%          | 18.5%        |
| 제17회      | 8월 29일    | 19.3%          | 21.5%        | 17.3%          | 18.0%        |
| 제18회      | 8월 30일    | 18.8%          | 20.3%        | 17.6%          | 18.4%        |
| 제19회      | 9월 5일     | 17.8%          | 18.2%        | 17.8%          | 18.2%        |
| 제20회      | 9월 6일     | 17.9%          | 19.4%        | 17.0%          | 16.8%        |
| 제21회      | 9월 12일    | 15.6%          | 15.7%        | 14.8%          | 15.9%        |
| 제22회      | 9월 13일    | 16.6%          | 17.5%        | 16.9%          | 17.4%        |
| 제23회      | 9월 19일    | 18.9%          | 19.7%        | 17.8%          | 19.2%        |
| 제24회      | 9월 20일    | 18.2%          | 19.2%        | 18.5%          | 20.5%        |
| 제25회      | 9월 26일    | 17.0%          | 18.9%        | 17.1%          | 18.2%        |
| 제26회      | 9월 27일    | 17.4%          | 19.8%        | 16.9%          | 17.8%        |
| 제27회      | 10월 3일    | 16.8%          | 18.2%        | 15.3%          | 16.6%        |
| 제28회      | 10월 4일    | 19.3%          | 21.5%        | 18.2%          | 18.8%        |
| 제29회      | 10월 10일   | 17.8%          | 19.8%        | 17.9%          | 19.7%        |
| 스페셜1     | 10월 11일   | 9.9%           | 11.0%        | 11.2%          | 12.7%        |
| 평균 시청률 | 평균 시청률 | 16.7%          | 18.2%        | 16.1%          | 16.7%        |

## 경쟁 프로그램
- 스파이 명월 (KBS 2TV)
- 포세이돈 (KBS 2TV)
- 미스 리플리 (MBC)
- 계백 (MBC)